# 松雲院 (福島正信室)
松雲院（しょううんいん、生年不詳 - 慶長7年（1602年））は、戦国時代の人物。福島正則の母親

## 略歴
栄雲院道円と栄光院妙円の子とされ、豊臣秀吉にとっては母方の叔母に当たる。福島正信に嫁ぎ福島正則・高晴らをもうけた。
慶長7年（1602年）死去。法名松雲院洞室妙仙 。